# Pierrefontaine-lès-Blamont
Pierrefontaine-lès-Blamont település Franciaországban, Doubs megyében. Lakosainak száma 480 fő (2022. január 1.). Pierrefontaine-lès-Blamont Blamont, Chamesol, Autechaux-Roide, Montécheroux, Pont-de-Roide-Vermondans és Villars-lès-Blamont községekkel határos.

## Népesség
A település népességének változása:
| Lakosok száma | 201  | 190  | 235  | 381  | 411  | 445  | 468  | 470  | 473  | 480  |
|               | 1968 | 1982 | 1990 | 2006 | 2013 | 2015 | 2017 | 2019 | 2020 | 2022 |